# Малый Убей
Малый Убей — село в Дрожжановском районе Татарстана. Входит в состав Село-Убейского сельского поселения.

## География
Находится в юго-западной части Татарстана на расстоянии приблизительно 14 км на восток-северо-восток по прямой от районного центра села Старое Дрожжаное на речке Малая Цильна.

## История
Основано в XVII веке. В дореволюционных документах упоминалось также как Тархан Убеи или Служивые Убеи.

## Население
В селе числилось в 1859 году — 531 человек, в 1897 — 799, в 1913 — 1025, в 1920 — 1043, в 1926 — 1143, в 1938 — 1184, в 1949 — 1065, в 1958 — 1035, в 1970 — 995, в 1979 — 747, в 1989 — 460. Постоянное население составляло 416 человек (чуваши 93 %) в 2002 году, 373 — в 2010.